# Ramona, Oklahoma
Ramona är en ort i Washington County i delstaten Oklahoma, USA.